# Nashville
Pour les articles homonymes, voir Nashville (homonymie).
Nashville (/naʃ.vil/ ; en anglais : /ˈnæʃˌ.vɪl/) est la capitale de l'État du Tennessee, aux États-Unis. Elle est située dans la partie nord du centre de l'État, dans le comté de Davidson.
Nashville était une ville stratégique pour les États confédérés d'Amérique pendant la guerre de Sécession. Aujourd'hui Nashville est un grand centre de l'industrie du disque aux États-Unis et de la musique country (avec sa salle de spectacles de Grand Ole Opry). En 2020, il y avait 689 447 habitants dans la ville de Nashville et 1 989 519 habitants dans son agglomération, ce qui en fait la plus importante du Tennessee.
Nashville compte plusieurs universités, dont l'université d'État du Tennessee (publique), l'université de Belmont, l'université Lipscomb et la prestigieuse université Vanderbilt (privée).
Ses habitants sont les Nashvilliens.

## Histoire
Nashville a été fondée en 1779 par le colonel John Donelson, sous le nom de Fort Nashborough, en hommage au héros de la guerre d'indépendance des États-Unis le général Francis Nash (1742-1777), tué à la bataille de Germantown.
Elle devient officiellement la ville de Nashville en 1806.
En 1829, elle ne compte que 400 maisons et 4 000 personnes, mais dirige un État de 440 000 habitants et héberge trois quotidiens. En 1835, elle compte déjà environ 6 000 habitants et vit du commerce du coton.
Au début de la guerre de Sécession, la ville est tenue par les confédérés. Elle devient un important dépôt de ravitaillement de l'armée fédérale, après avoir été capturée en 1862. Une importante bataille s'y déroule en décembre 1864.
Le 27 mars 2023, une fusillade de masse a lieu au sein de l'établissement scolaire The Covenant School, tuant trois adultes et trois enfants. Son auteur est abattu par les forces de police.

## Géographie
Nashville est traversée par la Cumberland.

### Climat
Nashville possède un climat subtropical humide (Cfa dans la classification de Köppen) avec des hivers doux qui peuvent être modérément froids et des étés chauds et humides. Les moyennes mensuelles varient entre 3,4 °C pour le mois le plus froid (janvier) et 26,6 °C pour le mois le plus chaud (juillet).
Durant les mois d'hiver des chutes de neige peuvent avoir lieu mais ne sont la plupart du temps pas très importantes. La moyenne annuelle des chutes de neige est de 12,7 cm. Le plus grand événement neigeux après 2000 fut le 16 janvier 2003 lorsque Nashville reçut 18 cm de neige en une seule tempête. Le record absolu fut de 43 cm le 17 mars 1892. Les pluies sont plus abondantes en hiver et au printemps, l'automne est le moment le plus sec.
Le printemps et l'automne sont généralement modérément chauds et quelquefois sujets à des coups de chaleur mais sont aussi exposés à de puissants orages qui peuvent occasionnellement apporter des tornades, de récents événements majeurs ont eu lieu le 16 avril 1998, le 7 avril 2006, le 5 février 2008, le 10 avril 2009 ainsi que les 1er et 2 mai 2010.
Les étés sont très chauds et humides avec des températures qui sont généralement de l'ordre de 32 à 34 °C durant l'après-midi et qui peuvent facilement dépasser les 35 °C, avec souvent des vagues de chaleur et de courtes averses chaudes, les nuits estivales restent chaudes. Nashville bénéficie d'un bon ensoleillement avec une moyenne de 2 510,1 heures de soleil par an.
| Mois                                | jan.  | fév.  | mars  | avril | mai   | juin  | jui. | août  | sep.  | oct.  | nov.  | déc.  | année   |
| ----------------------------------- | ----- | ----- | ----- | ----- | ----- | ----- | ---- | ----- | ----- | ----- | ----- | ----- | ------- |
| Température minimale moyenne (°C)   | −1,7  | 0,1   | 4,2   | 8,9   | 14,1  | 18,9  | 21,2 | 20,5  | 16,2  | 9,7   | 4,4   | −0,1  | 9,7     |
| Température moyenne (°C)            | 3,4   | 5,7   | 10,3  | 15,3  | 20    | 24,6  | 26,6 | 26,2  | 22,2  | 16    | 10,2  | 4,9   | 15,4    |
| Température maximale moyenne (°C)   | 8,6   | 11,2  | 16,4  | 21,7  | 25,9  | 30,2  | 32,1 | 31,9  | 28,1  | 22,3  | 15,9  | 10    | 21,2    |
| Ensoleillement (h)                  | 139,6 | 145,2 | 191,3 | 231,5 | 261,8 | 277,7 | 279  | 262,1 | 226,4 | 216,8 | 148,1 | 130,6 | 2 510,1 |
| Précipitations (mm)                 | 95,3  | 100,1 | 104,4 | 101,6 | 139,7 | 105,2 | 92,2 | 80,3  | 86,6  | 77,2  | 109,5 | 107,7 | 1 199,6 |
| Nombre de jours avec précipitations | 10,3  | 10,3  | 10,7  | 10,8  | 11,7  | 10    | 10,2 | 8,4   | 7,5   | 8     | 9,8   | 11,2  | 118,9   |

| Diagramme climatique                                  |              |              |              |               |               |              |              |              |             |              |             |
| J                                                     | F            | M            | A            | M             | J             | J            | A            | S            | O           | N            | D           |
| 8,6−1,795,3                                           | 11,20,1100,1 | 16,44,2104,4 | 21,78,9101,6 | 25,914,1139,7 | 30,218,9105,2 | 32,121,292,2 | 31,920,580,3 | 28,116,286,6 | 22,39,777,2 | 15,94,4109,5 | 10−0,1107,7 |
| Moyennes : • Temp. maxi et mini °C • Précipitation mm |              |              |              |               |               |              |              |              |             |              |             |

## Démographie
| Groupe            | Nashville | Tennessee | États-Unis |
| ----------------- | --------- | --------- | ---------- |
| Blancs            | 60,5      | 77,6      | 72,4       |
| Afro-Américains   | 28,4      | 16,7      | 12,6       |
| Autres            | 5,1       | 2,2       | 6,2        |
| Asiatiques        | 3,1       | 1,4       | 4,8        |
| Métis             | 2,5       | 1,7       | 2,9        |
| Amérindiens       | 0,3       | 0,3       | 0,9        |
| Océaniens         | 0,1       | 0,1       | 0,2        |
| Total             | 100       | 100       | 100        |
|                   |           |           |            |
| Latino-Américains | 10,0      | 4,6       | 16,7       |

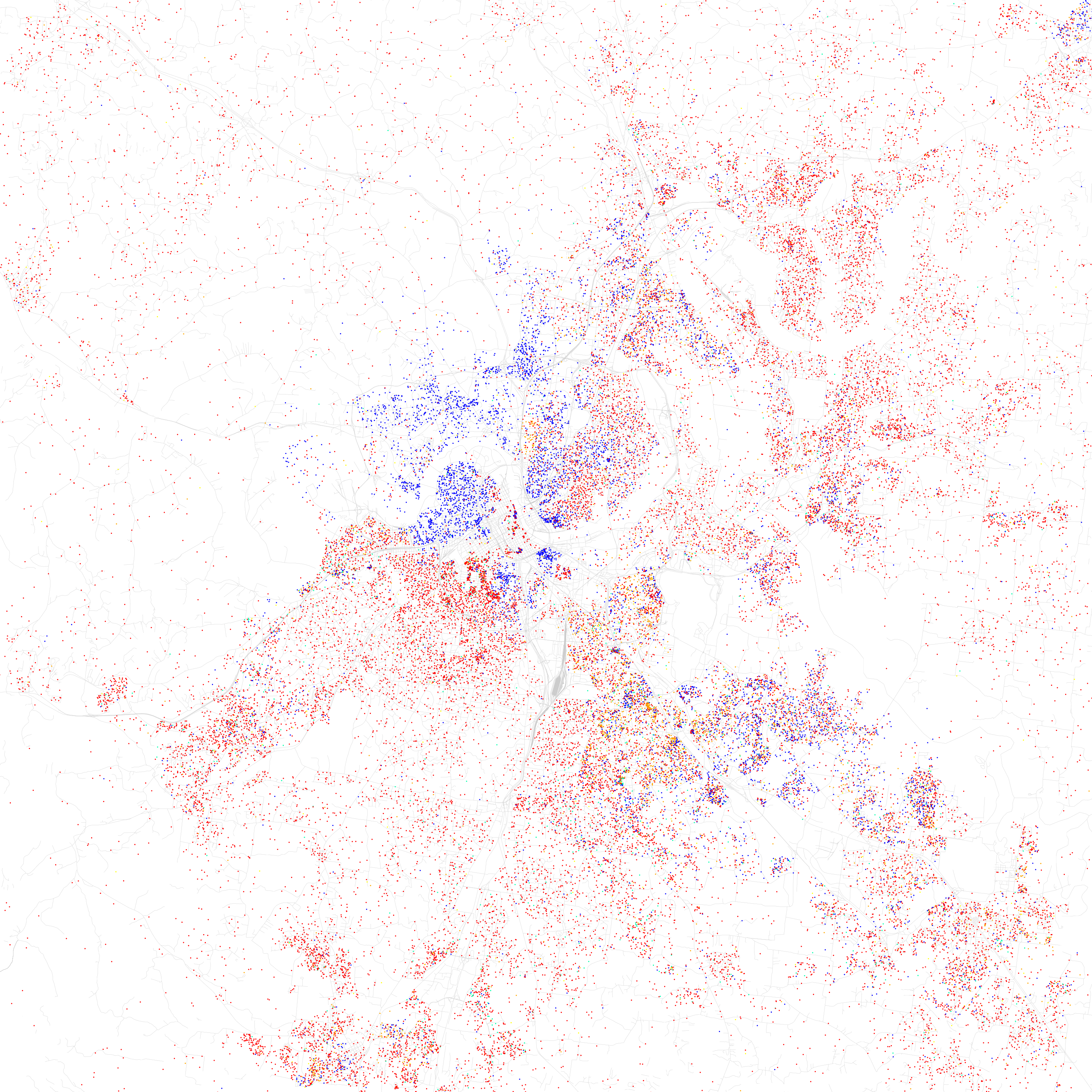
Distribution des groupes ethniques en 2010, chaque point représentant 25 personnes : Blancs non hispaniques, Noirs, Asiatiques, Latinos et autres.

En 2010, la population latino-américaine est majoritairement composée de Mexicano-Américains, qui représentent 6,1 % de la population totale de la ville. Selon le recensement fédéral de 2020, Nashville est la 23e plus grande ville des États-Unis.
Selon l'American Community Survey pour la période 2010-2014, 83,76 % de la population âgée de plus de 5 ans déclare parler l'anglais à la maison, 8,87 % déclare parler l'espagnol, 1,46 % l'arabe, 1,0 % une langue africaine, 0,5 % le vietnamien et 4,41 % une autre langue.

## Religion
Nashville est le siège du diocèse catholique de Nashville, avec la cathédrale de l'Incarnation.

## Politique et administration
La ville est dirigée par un maire et un conseil métropolitain de 40 membres, élus au suffrage universel pour un mandat de quatre ans. Megan Barry, la première femme à cette fonction, maire depuis le 25 septembre 2015, démissionne le 6 mars 2018 à la suite d'une enquête judiciaire et est remplacée par son adjoint, David Briley. Lors de l'élection du 12 septembre 2019, ce dernier est battu par John Cooper qui devient maire le 28 septembre.

## Économie

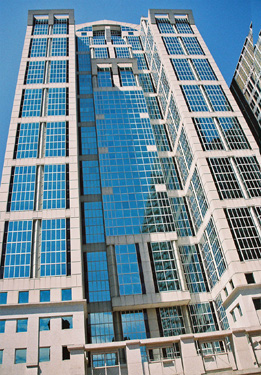
Le Fifth Third Center est un gratte-ciel de bureaux construit en 1986 par Kohn Pedersen Fox. C'est le deuxième plus haut gratte-ciel de la ville après le AT&T Building.

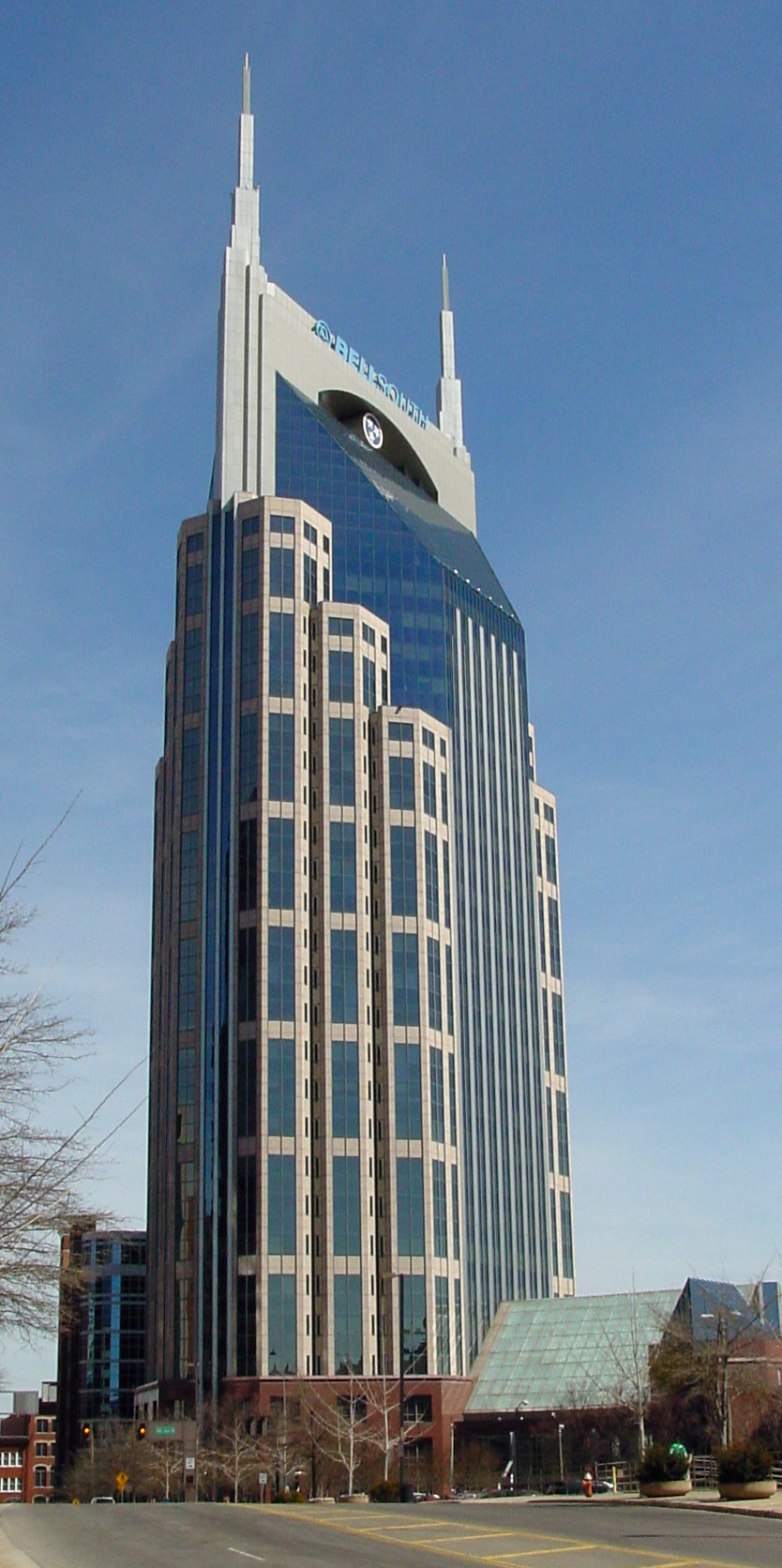
Bell South Building, aujourd'hui le AT&T Building.

Depuis les années 1960, Nashville est le second centre de production musicale aux États-Unis après New York. En 2006, on estime que son impact économique total est de 6,4 milliards de dollars chaque année et que l'industrie musicale emploie environ 19 000 personnes dans la région.
Mais c'est le secteur des soins de santé qui est le plus important, avant le tourisme et la musique. Nashville est le siège de plus de 250 compagnies, dont Hospital Corporation of America, le plus grand opérateur privé d'hôpitaux dans le monde. Il est estimé en 2006 que cette industrie fournit 18,3 milliards de dollars par an et offre 94 000 emplois à la région.
Les autres industries principales sont les assurances, la finance et l'édition (surtout religieuse). Une production cinématographique, petite mais grandissante, y existe aussi : plusieurs films majeurs ont été tournés à Nashville, dont La Ligne verte, Le Dernier Château, Gummo, Nashville Lady et le film de Robert Altman Nashville, dont l'action se déroule dans la ville.
Trois compagnies des Fortune 500 ont leur siège social à Nashville : Hospital Corporation of America, CVS Health et Dollar General (à Goodlettsville).

## Architecture
La ville compte de nombreux gratte-ciel, notamment le Fifth Third Center, le AT&T Building et le 505.

## Transports
Nashville possède un aéroport, l'aéroport international de Nashville (code AITA : BNA).

## Sports

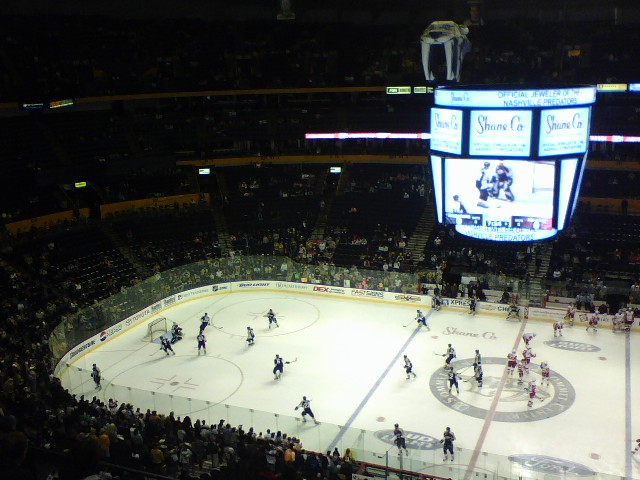
L'aréna des Predators de Nashville : Bridgestone Arena.

Les hockeyeurs des Predators de Nashville évoluent dans la Ligue nationale de hockey depuis 1998 tandis que le football américain est représenté à Nashville par une franchise de la NFL depuis 1997 : les Titans du Tennessee. Le 20 décembre 2017, la MLS annonce l'implantation d'une 24e franchise à Nashville. L'équipe fera ses débuts en MLS en 2020 et évoluera au Nashville SC Stadium qui est présentement en construction. L'ouverture du stade de 30 000 places est prévue pour 2022.
Au niveau universitaire, les Commodores de Vanderbilt représentent l'université Vanderbilt tandis que les Tigers de Tennessee State (en) défendent les couleurs de l'université d'État du Tennessee.
Un bowl de fin de saison de football américain se tient chaque année depuis 1998 au LP Field : le Music City Bowl.
| Équipe                  | Sport                       | Ligue                                      | Stade                  |
| ----------------------- | --------------------------- | ------------------------------------------ | ---------------------- |
| Titans du Tennessee     | Football américain          | National Football League                   | LP Field               |
| Predators de Nashville  | Hockey sur glace            | Ligue nationale de hockey                  | Bridgestone Arena      |
| Kats de Nashville       | Football américain en salle | Arena Football League                      | Bridgestone Arena      |
| Sounds de Nashville     | Baseball                    | Ligue de la côte du Pacifique              | Herschel Greer Stadium |
| Metros de Nashville     | Football (soccer)           | USL League Two                             | Ezell Park (en)        |
| Dream de Nashville (en) | Football féminin (soccer)   | National Women's Football Association (en) | Glencliff High School  |
| Nashville SC            | Football (soccer)           | Major League Soccer                        | Geodis Park            |

## Culture

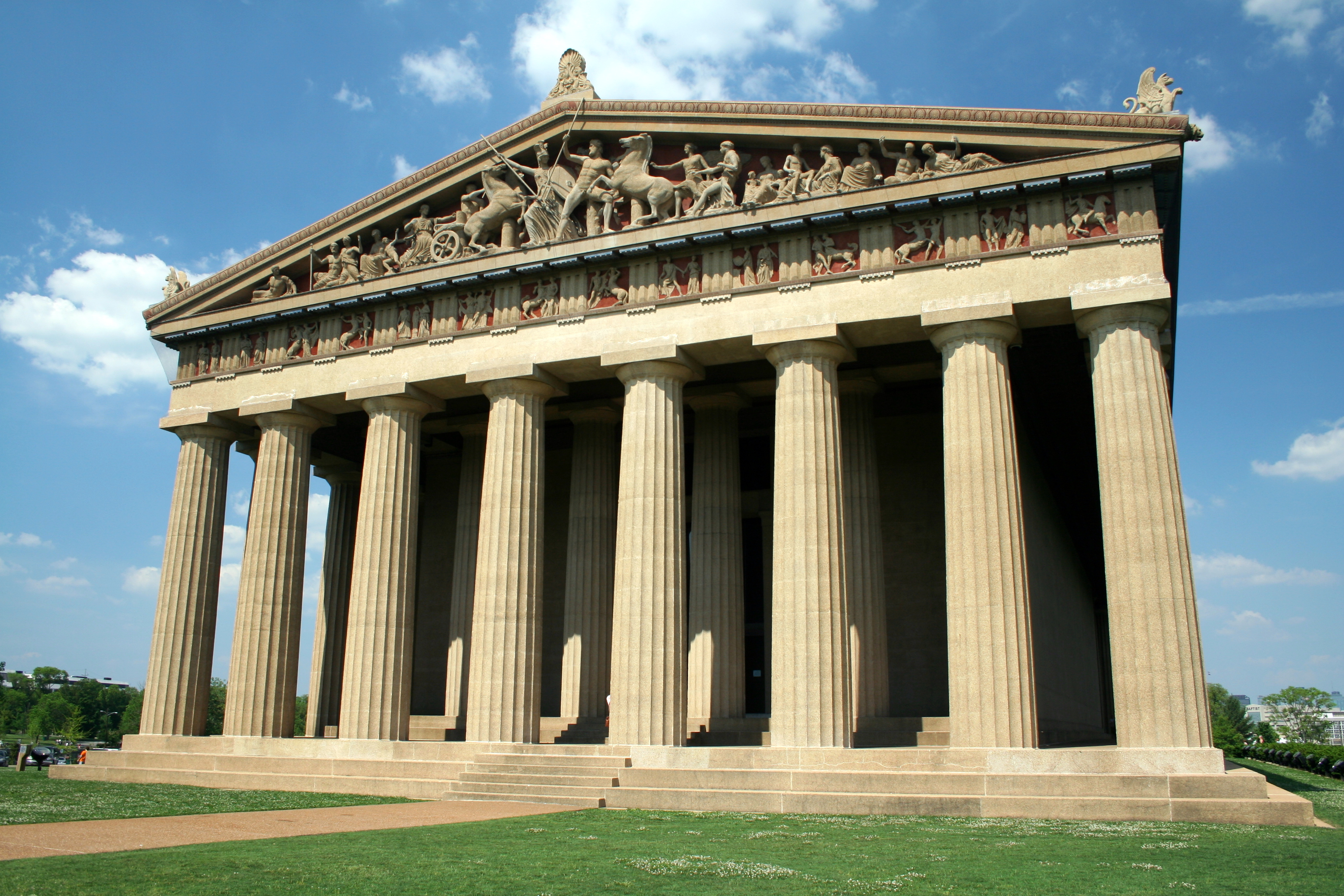
Parthénon de Nashville

### Musique
Nashville connaît une histoire musicale riche. Dès le début du XIXe siècle, l'arrivée de nombreux Européens sur les terres des tribus autochtones locales fait émerger les prémices de la musique soul. La ville devient rapidement une ville musicale avec la fondation de l'université de Fisk, qui offre une formation aux arts. Nashville devient un des berceaux de toute la musique populaire américaine. La ville fait en effet partie du Mojo Triangle, qui regroupe quatre États des États-Unis et constitue l'un des lieux pionniers du blues, du jazz du rock 'n' roll et la musique country,. Broadway, l'une des artères principales, est connue pour avoir accueillie le chanteur Jimmie Rodgers dans les années 1930, popularisant la musique country en ville. Le guitariste Chet Atkins s'y installe alors que ce genre musical est en plein essor dans les années 1950. Le Country Music Hall of Fame est également créé pour rendre hommage et mettre en avant la musique country. 
Par ailleurs, Nashville accueille régulièrement Elvis Presley entre 1957 et 1971 pour ses passages en studio au sein du quartier de Music Row. L'artiste y enregistre près de cinquante chansons, rendant le lieu encore plus populaire. Nashville est reliée à Memphis, qui fait également partie du Mojo Triangle par la Highway 40 Blues, surnommée Music Highway. Cette autoroute est connue pour être jalonnée de maisons natales d'artistes comme Tina Turner, Carl Perkins ou Loretta Lynn.

### Patrimoine
- District historique de Printers Alley
- Second Avenue Commercial District

### Gastronomie
Une recette de poulet est créée dans les années 1930 à Nashville, le hot chicken.

## Jumelages
- Edmonton (Canada)

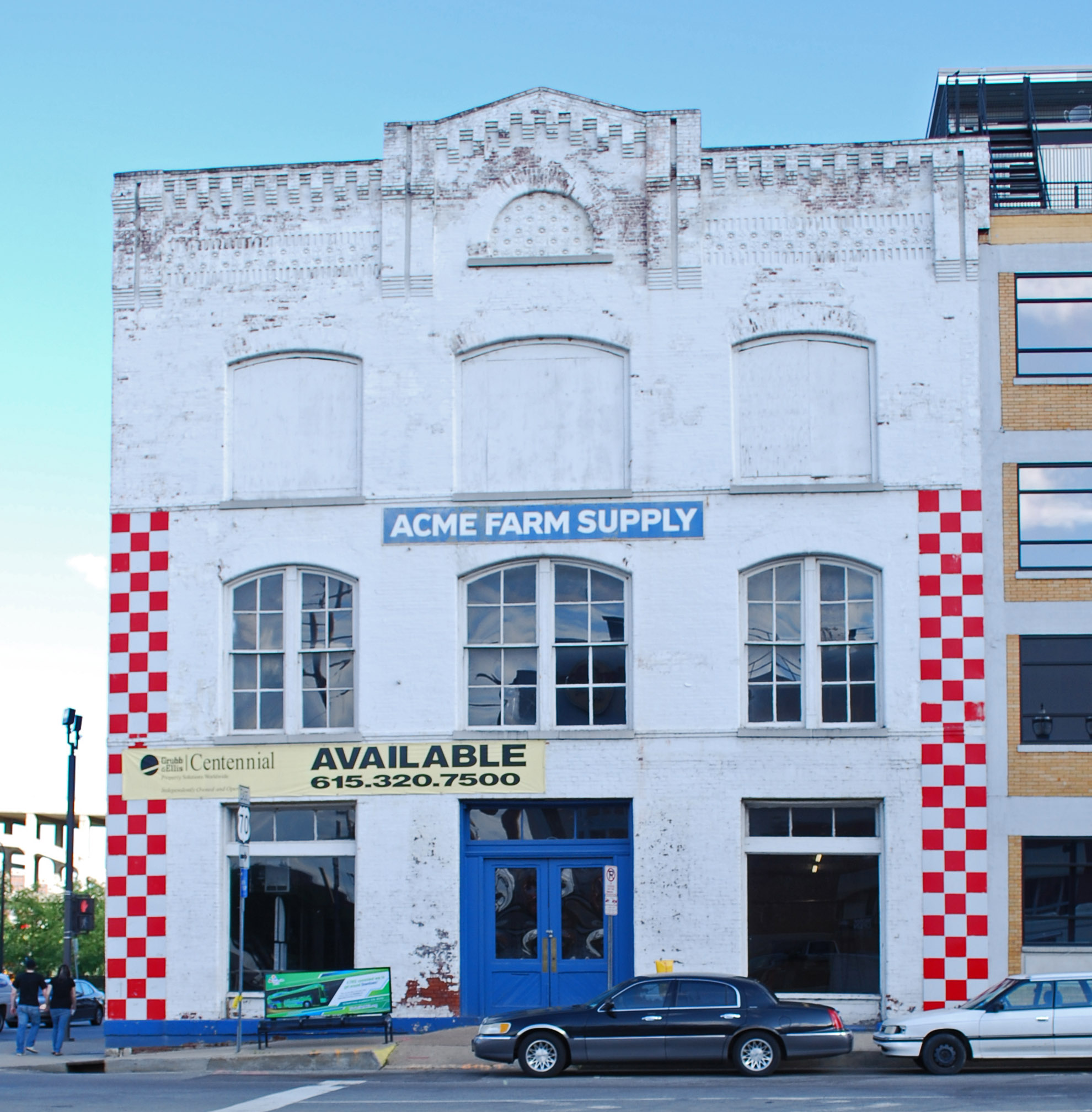
Acme Farm Supply Building, bâtiment commercial inscrit au Registre national des lieux historiques.

- Caen (France), depuis le 11 avril 1991. Une rue de Caen, construite vers 1997, porte le nom de rue de Nashville ; elle longe le square de Nashville, aménagé vers l'an 2000.
- Pernik (Bulgarie)
- Magdebourg (Allemagne)
- Belfast (Royaume-Uni)
- Mendoza (Argentine)

## Personnalités liées
- Ferdinand Lee Barnett (1852-1936), journaliste américain, avocat et militant des droits civiques ;
- Bill Belichick (1952), entraîneur de football américain ;
- Yvonne Y. Clark (1929-2019), ingénieure ;
- Alice Nielsen (1872-1943), chanteuse soprano américaine ;